# Striatoguraleus laticulmen
Striatoguraleus laticulmen é uma espécie de gastrópode do gênero Striatoguraleus, pertencente a família Horaiclavidae.